# Albatross (album de Big Wreck)
Pour les articles homonymes, voir Albatross (homonymie).
Albums de Big Wreck
The Pleasure and the Greed
(2001)
Albatross (2012) est le troisième album du groupe canadien Big Wreck.
C'est le premier album du groupe publié depuis The Pleasure and the Greed (2001).
C'est aussi le premier disque sans deux des membres originaux, Dave Henning et Forrest Williams. L'album est sorti le 6 mars 2012.

## Liste des titres
Toutes les compositions sont de Ian Thornley sauf indication contraire

1. Head Together - 3:54
2. A Million Days - 4:25
3. Wolves - 4:13
4. Albatross - 4:14
5. Glass Room - 4:57
6. All Is Fair - 5:08
7. Control - 6:35
8. Rest of the World - 2:51
9. You Caught My Eye - 5:29
10. Do What You Will - 3:37
11. Time - 4:06

## Musiciens
- Ian Thornley — chant, guitares
- Brian Doherty — guitare
- Paulo Neta — guitare
- Dave McMillan — basse
- Chuck Keeping — batterie